# Máy dò (radio)
Trong radio, máy dò là thiết bị hoặc mạch chiết xuất thông tin từ dòng điện hoặc tần số vô tuyến được điều chế. Thuật ngữ này có từ ba thập niên đầu tiên của đài phát thanh (1888-1918). Không giống như các đài phát thanh hiện đại truyền âm thanh (tín hiệu âm thanh) trên sóng mang không bị gián đoạn, các máy phát ban đầu truyền thông tin bằng sóng vô tuyến điện; máy phát đã được bật và tắt để tạo ra các xung sóng vô tuyến phát ra các tin nhắn văn bản trong mã Morse. Vì vậy, máy thu radio đầu tiên chỉ phải phát hiện sự hiện diện hay vắng mặt của sóng vô tuyến. Thiết bị thực hiện điều này được gọi là máy dò. Một loạt các thiết bị dò khác nhau, chẳng hạn như cái thám ba, dò điện, dò từ tính và các máy dò pha lê đã được sử dụng trong thời đại điện báo không dây cho đến khi thay thế bởi công nghệ ống chân không.
Sau khi âm thanh (điều chế biên độ, AM) bắt đầu vào khoảng năm 1920, thuật ngữ này tiến hóa thành một bộ giải điều chế, (thường là một ống chân không) tách tín hiệu âm thanh ra khỏi sóng mang sóng vô tuyến. Đây là ý nghĩa hiện tại của nó, mặc dù các máy dò hiện đại thường bao gồm các điốt bán dẫn, bóng bán dẫn, hoặc mạch tích hợp...
Trong bộ nhận superheterodyne, thuật ngữ này đôi khi cũng được sử dụng để chỉ máy trộn, ống hoặc bóng bán dẫn chuyển đổi tín hiệu tần số vô tuyến đến tần số trung gian. Máy trộn được gọi là máy dò đầu tiên, trong khi bộ giải điều chế trích xuất tín hiệu âm thanh từ tần số trung gian được gọi là detector thứ hai.
Trong công nghệ vi sóng và milimét, máy dò hạt và máy dò tinh thể tham khảo các thành phần đường truyền dẫn sóng hoặc đồng trục, được sử dụng để đo công suất hoặc SWR, thường kết hợp các điốt điểm tiếp xúc hoặc điốt Schottky.

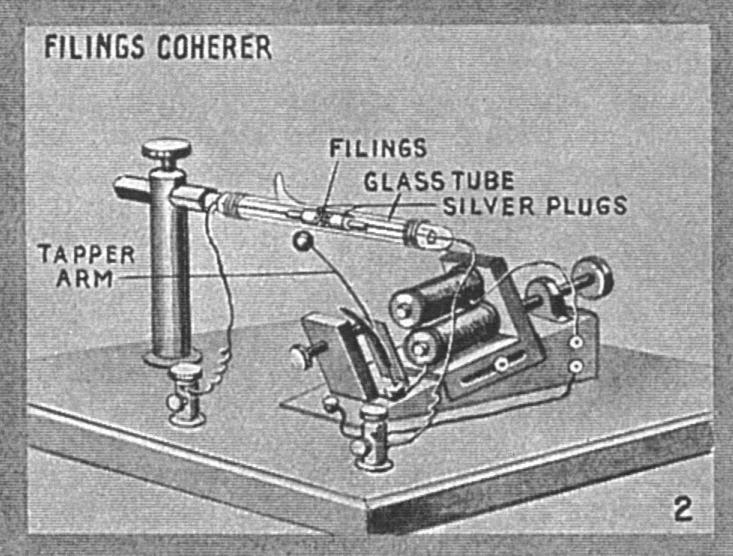
Một máy dò Coherer, chỉ hữu dụng cho các tín hiệu mã Morse.

## Máy dò điều chế biên độ

### Máy dò phong bì

Một máy dò phong bì đơn giản

Một radio tinh thể đơn giản không có mạch điều chỉnh có thể được sử dụng để nghe tín hiệu sóng AM

Một kỹ thuật chính được gọi là phát hiện phong bì. Hình thức phát hiện phong bì đơn giản nhất là bộ dò diode bao gồm một diode kết nối giữa đầu vào và đầu ra của mạch, với điện trở và tụ điện song song với đầu ra của mạch tới mặt đất để tạo thành bộ lọc thông thấp. Nếu điện trở và tụ điện được chọn chính xác, đầu ra của mạch này sẽ là phiên bản dịch chuyển điện áp gần giống hệt nhau của tín hiệu gốc.
Một dạng đầu dò phong bì là máy dò tinh thể, được sử dụng trong bộ thu sóng vô tuyến tinh thể. Một phiên bản sau này sử dụng một diode tinh thể vẫn được sử dụng trong các bộ radio tinh thể hiện nay. Đáp ứng tần số giới hạn của tai nghe loại bỏ thành phần RF, làm cho bộ lọc thông thấp không cần thiết.
Dò phong bì phức tạp hơn bao gồm các máy dò lưới rò rỉ, các máy dò tấm, các máy dò vô hạn trở kháng, tương đương transistor trong số họ và chỉnh lưu chính xác sử dụng khuếch đại thuật toán.

## Thiết bị dò tần số và điều chế pha
Máy dò AM không thể giải điều chế các tín hiệu FM và PM vì cả hai đều có biên độ không đổi. Tuy nhiên một đài phát thanh AM có thể phát hiện âm thanh của một phát sóng FM bởi hiện tượng phát hiện độ dốc xảy ra khi radio được điều chỉnh hơi cao hơn hoặc thấp hơn tần số phát sóng danh nghĩa. Biến thiên tần số trên một bên dốc của đường cong điều chỉnh vô tuyến cho tín hiệu khuếch đại một biến thiên biên độ cục bộ tương ứng, mà máy dò AM nhạy cảm. Phát hiện dốc cho phép giảm méo và giảm tiếng ồn so với các máy dò FM chuyên dụng sau đây thường được sử dụng.

### Foster - Seeley
Foster - Seeley là một máy dò FM được sử dụng rộng rãi. Máy dò bao gồm một biến áp trung tâm đặc biệt cho hai điốt trong một mạch chỉnh lưu DC toàn sóng. Khi biến áp đầu vào được điều chỉnh theo tần số tín hiệu, đầu ra của bộ phân biệt là không. Khi không có độ lệch của sóng mang, cả hai nửa của máy biến áp trung tâm được cân bằng. Khi tín hiệu FM thay đổi tần số trên và dưới tần số sóng mang, sự cân bằng giữa hai nửa của trung tâm khai thác thứ cấp bị phá hủy và có điện áp đầu ra tỷ lệ thuận với độ lệch tần số.

### Máy dò tỉ lệ

Một máy dò tỉ lệ

Máy dò tỉ lệ là một biến thể của Foster-Seeley, nhưng một diode dẫn theo một hướng ngược lại và sử dụng một cuộn dây thứ ba trong biến áp trước đó. Đầu ra trong trường hợp này được lấy giữa tổng của điện áp diode và vòi trung tâm. Đầu ra trên các điốt được kết nối với một tụ điện có giá trị lớn, loại bỏ nhiễu AM trong đầu ra detector tỷ lệ. Máy dò tỷ lệ có lợi thế so với thiết bị phân biệt Foster-Seeley rằng nó sẽ không phản ứng với tín hiệu AM, do đó có khả năng tiết kiệm một giai đoạn giới hạn; tuy nhiên đầu ra chỉ bằng 50% đầu ra của một phân biệt đối xử cho cùng một tín hiệu đầu vào. Máy dò tỷ lệ có băng thông rộng hơn nhưng biến dạng hơn so với Foster-Seeley.

### Máy dò FM khác
Các loại máy phát hiện ít phổ biến hơn, chuyên dụng hoặc lỗi thời bao gồm:
- Travis[5] hoặc bộ phân biệt mạch điều chỉnh đôi bằng cách sử dụng hai mạch điều chỉnh không tương tác ở trên và dưới tần số trung tâm danh nghĩa
- Weiss discriminator trong đó sử dụng một mạch điều chỉnh LC hoặc tinh thể
- Bộ phân biệt đối số xung (pulse count discriminator) có thể chuyển đổi tần số thành một xung của các xung biên độ không đổi, tạo ra một điện áp tỷ lệ thuận với tần số.